# Toldboden (Aarhus)
|  | Ikke at forveksle med Københavns Toldbod |
Aarhus Toldkammer eller Toldboden ligger i Aarhus på adressen Hack Kampmanns Plads 1, 8000 Aarhus C. og blev opført for staten fra 1895 til 1897. Den var tegnet af kongelig bygningsinspektør Hack Kampmann, der i løbet af en kort årrække i starten af det 20. århundrede var med til at forvandle Aarhus.
Bygningen er præget af nationalromantikken. Toldboden er nummer fire toldbygning i Aarhus, den første lå ved Aagade på stolper ud i Aarhus Å, den blev i 1809 (Peter Holm) eller 1838 (Ole Degn) afløst af en ny bygning placeret syd for åens munding og øst for Dynkarken og i 1868 kom den tredje toldbygning, der blev placeret på nordbredden af åen, lidt syd for Kampmanns bygning, således at der kunne holdes opsyn med åmundingen og den nye havn – i 1897 kom så Toldboden eller Aarhus Toldkammer. I 1995 flyttede de sammenlagte skatte- og toldmyndigheder til Margrethepladsen i nye kontorbygninger.

## Byggeplaner
Kongelig bygningsinspektør V.Th. Walther fremlagde i 1889 et forslag til toldbygning med frilager, et frilager var et ønske fra handlende i byen og var medvirkende til at Aarhus Byråd overvejede at stille en grund til rådighed uden betaling. Walthers forslag var en rektangulær bygning omkring en gård ved havnen. Byrådet havde stillet to grunde til rådighed, hvoraf man foretrak den ene en trekantet grund, der vor nuværende bygning ligger. I 1890 udarbejdede Walther et forslag til denne trekantede grund, der var problemer med det nærliggende jernbanespor der forbandt havnen med Aarhus Hovedbanegård, dette skulle udvides, disse spor ville føre til problemer med vareførelsen til toldbygningen. Walthers forslag blev der intet ud af. Walther trådte tilbage som bygningsinspektør som 72-årig, og opgaven gik til den nye kongelige bygningsinspektør Hack Kampmann.

## Kampmann tager over
Kampmanns opgave var ikke let: målene på den trekantede grund var 125, 180 og 230 alen og han skulle holde sig ca. 40 alen fra det ene hjørne, jernbanesporet gjorde at porten måtte placeres mod nord. Som konduktør ved byggeriet var Carl Harild ansat fra august 1894 til slutningen af 1897, og blev afløst af P.M. Petersen og virkede til byggeriet afslutning. Toldbygningen er opført i røde teglsten på en tilhugget granitsokkel, til udsmykning er anvendt granit, savonnièrsten fra Lorraine, kridt- og formsten. Tagene er med grøn, skiferpakhusfløjen og halvtaget over skuret i gården er med asfalt. Tagenes tagrender og skotrender, samt nedløb og rygninger er af kobber. Midterbygningens tårn er med flagstang på toppen, urskive af savonnièrsten på facaden over hovedindgangsdøren. Mod bolværket var en bevægelig kran monteret på muren ved pakhusets port.
Toldbodens indgangsparti er modelleret efter byvåbenet i Aarhus, der netop også har tre røde tårne. Bygningen vender den imponerende facade mod vandet og skulle signalere til dem der ankom med skib, at de nu nærmede sig en betydelig handelsby.
Toldkammeret blev fredet i 1985.

## Toldboden efter 1995
Arkitektskolen i Aarhus havde lejet Toldboden fra 1998 til 1. september 2002, hvor det fungerede som tegnesale for de studerende.
I foråret 2001 startede generalsekretær ved Studenterrådet i Aarhus, Anders Dahlstrup, en debat med en artikel i Jyllands Posten om et nyt studenterhus i Aarhus. I 2004 købte ingeniør Jørn Tækker huset for 55,1 mio. kr. og udlejede det til Studenterhus Aarhus i 2004 i den ene halvdel og til erhvervsliv i den anden. Studenterhus Aarhus flyttede tilbage til Aarhus Universitet i 2010. I 2011 åbnede Jensens Bøfhus en ny restaurant i Toldbodens gamle Pakhus, Studenterhus Aarhus’ bar- og spillestedslokale.

## Galleri
- Indgangspartiet
- Facade ur
- Fra indgangspartiet til venstre for hoveddøren, en broholmerhund og et skibsrelief
- Dørhåndtag i hoveddøren med Aarhus Toldkammers initialer: AT oven i hinanden
- Logo i terrazzo gulvet
- Del af murstensbånd med Aarhus Toldkammers initialer: AT oven i hinanden
- Karnap
- Skorsten og tagvinduer